# 아비나슈 사블레
아비나슈 무쿤드 사블레(마라티어: अविनाश मुकुंद साबळे, 1994년 9월 14일~)는 인도의 육상 선수로 주 종목은  3000m 장애물과 장거리 달리기이다. 2020년 하계 올림픽에 인도 국가대표로 참가했으며 현재 3000m 장애물과 5000m 달리기 인도 기록을 보유하고 있다.